# میدوی، شهرستان جانسون، تنسی
میدوی (به انگلیسی: Midway) یک منطقهٔ مسکونی در ایالات متحده آمریکا است که در شهرستان جانسون، تنسی واقع شده‌است. میدوی ۷۵۰٫۱۲ متر بالاتر از سطح دریا واقع شده‌است.